# Tmesisternus obliquelineatus
Tmesisternus obliquelineatus là một loài bọ cánh cứng trong họ Cerambycidae.